# Гінеколог-ендокринолог
Гінеколог-ендокринолог — це фахівець, що має спеціалізації з гінекології та ендокринології, діагностування, профілактики та лікування патологій ендокринної системи в інтернатурі або на кафедрі інституту післядипломної освіти лікарів. Лікар гінеколог-ендокринолог вирішує питання гормональних розладів в жіночому організмі. Він займається вивченням роботи гормонів та їх впливу на людські органи, а також захворювань, що пов'язані з порушеним гормональним балансом.

## Компетенція лікаря гінеколога-ендокринолога
Лікарі гінекологи-ендокринологи вивчають гормональні функції суто жіночого організму, проводять діагностування та лікування хвороб, пов'язаних з порушеннями вироблення гормонів та їх впливом на той чи інший орган жінки.
Ендокринна система має прямий вплив на всі процеси в організмі людини. Гормони безпосередньо впливають на закладку органів репродуктивної системи та розвиток організму жінки. Від балансу ендокринної системи залежить психоемоційний та фізичний стан жінки, її обмінних процесів, а також її здатність до зачаття, виношування і народження дитини.

## Перелік захворювань, що лікує гінеколог-ендокринолог
Лікує всі гінекологічні захворювання і порушення в організмі жінки, пов'язані з ендокринною системою:
• передчасне статеве дозрівання;
• відсутній або пізній статевий розвиток;
• поява чоловічих статевих ознак у жінки;
• ювенільні (юнацькі) кровотечі;
• дисфункціональні маткові кровотечі;
• порушення менструального циклу;
• передменструальний синдром (ПМС);
• безпліддя;
• гіперандрогенія;
• ендометріоз;
• порушення обміну речовин;
• підбір засобів індивідуальної контрацепції;
• ведення вагітності у жінок з ендокринними порушеннями;
• хронічний ендометрит, сальпінгоофорит;
• постоваріоектомічний синдром.

## Обстеження пацієнтів
Дослідження дозволяють визначити порушення нормальної роботи організму жінки, знайти їх причини і усунути: гормонограмма крові; УЗД органів малого тазу;  кольпоскопія; аналіз виділень на флору; цитологія; загальний аналіз сечі; загальний аналіз крові; біохімічний аналіз крові, тощо.

## Кваліфікаційні вимоги
Оскільки це дві кваліфікації лікаря, то до них застосовують вимоги, що є в «Довіднику кваліфікаційних характеристик професій працівників системи охорони здоров'я». Кваліфікаційні вимоги до ендокринолога та акушера-гінеколога.

## Ендокринний фактор
Ендокринне безпліддя – стан, який обʼєднує більшу частину захворювань та патології, різних по етиології, але загальних щодо гормональних порушень в організмі, впливаючи на репродуктивну функцію, що в кінцевому результаті призводить як до жіночого, так і до чоловічого безпліддя.

## Профілактика захворювань в організмі жінки, пов'язаних з ендокринною системою
- Фізкультура і правильне харчування — запорука здоров'я жінки. Слід знати яка ваша нормальна вага з урахуванням віку та зросту.
- Харчування має бути збалансованим і корисним: побільше овочів і фруктів, круп і риби.
- Оберіть спорт, що буде безпечним і з невеликим навантаженням на організм: танці, аеробіка, плавання, лижі і ковзани, але лише в аматорському варіанті. Займайтеся ними регулярно, і ваш організм віддячить відмінним здоров'ям.
- Віддайте перевагу якісній нижній білизні з натуральних тканин, яка не буде занадто тісною, бо це призводить до набряків.
- У передменструальний період вживайте менше спиртного, жирного, смаженого, солодкого.
- Кидайте палити негайно!
- Особливу увагу приділіть контрацепції — лише безпечний секс для жінок, які цінують і бережуть себе.
- Правила особистої гігієни — запорука здоров'я жінки.